# Oberstammheim
Oberstammheim is een plaats en voormalige gemeente in het Zwitserse kanton Zürich en maakt deel uit van het district Andelfingen.

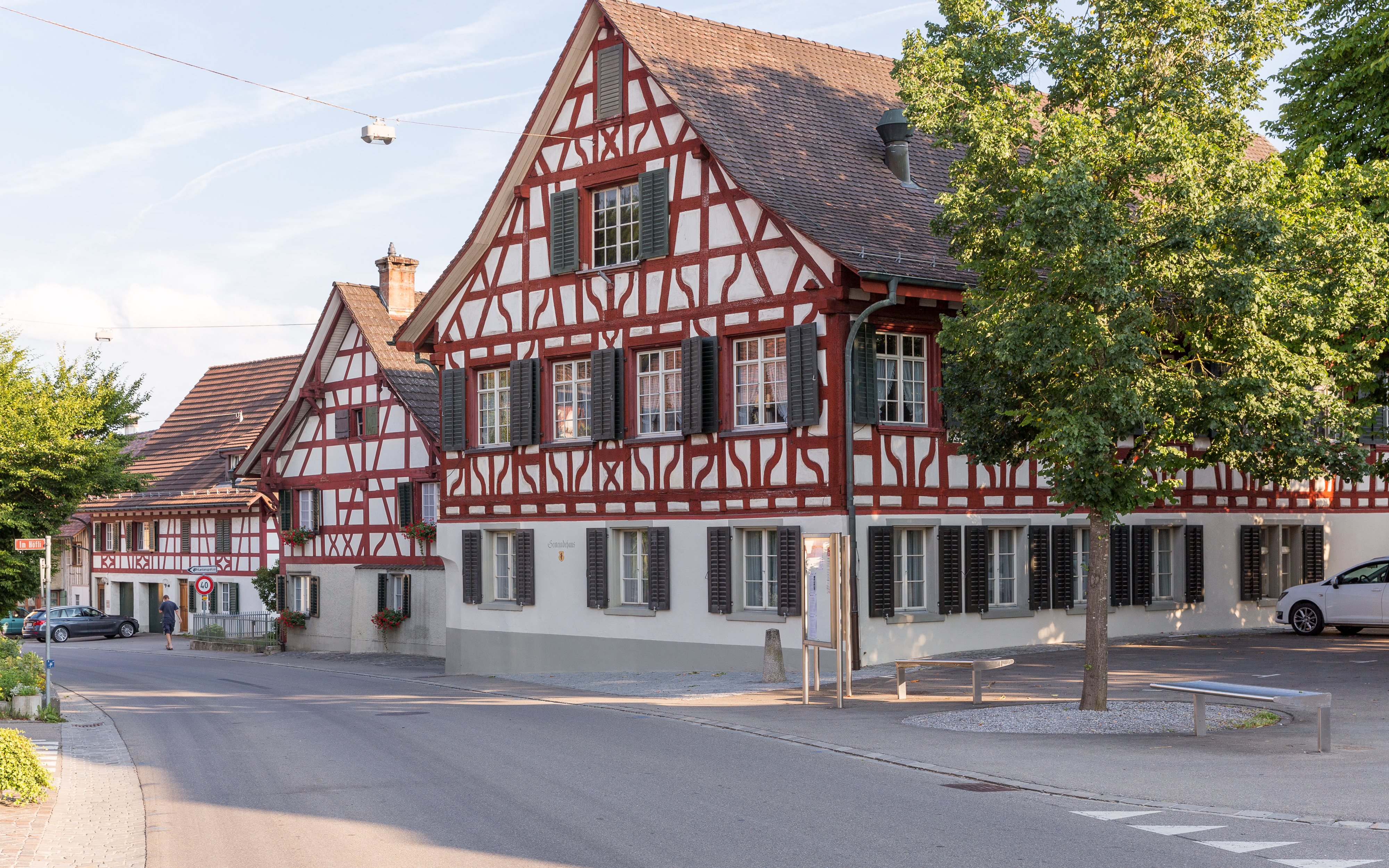
Hauptstrasse in Oberstammheim

Oberstammheim telt 1080 inwoners.

## Geschiedenis
Op 1 januari 2019 fuseerde Oberstammheim met Unterstammheim en Waltalingen tot de gemeente Stammheim

## Geboren
- Eugen Huber (1849-1923), jurist en politicus